# Lauren Patten
Lauren Patten est une actrice américaine (née le 22 septembre 1992).

## Biographie
Elle a étudié à l'Université de New York et l'Université de Californie du Sud. Elle joue un rôle récurrent dans la série Meurtres et Autres Complications, elle joue le rôle d'Anna Collier.

## Filmographie
- 2017 : The Big Sick
- 2024 : Meurtres et Autres Complications